# Olga Gracelj
Olga Gracelj, slovenska sopranistka, * 15. januar 1950, Bled.
Petje je študirala na Srednji glasbeni šoli v Ljubljani, študij pa je nadaljevala na glasbeni akademiji Royal Northern College of Music v Manchestru.
Nastopati je začela že v času študija, leta 1978 v Angliji, nato pa je kot koncertna pevka nastopala na Danskem in Finskem. Leta 1979 se je vrnila v Ljubljano, kjer je leta 1979 debitirala v operi z vlogo Micaele v Bizetovi operi Carmen. Hkrati je takrat postala tudi solistka ljubljanske Opere. 

## Nagrade
- Countess of Munster
- Ralph Vaughan Williams

- nagrada Prešernovega sklada (1985) - za operne in koncertne nastope
- Župančičeva nagrada (1992)